# Чернокрак албатрос
Чернокрак албатрос (Phoebastria nigripes) е вид птица от семейство Албатросови (Diomedeidae). Видът е почти застрашен от изчезване.

## Разпространение
Видът е разпространен в Гуам, Канада, Китай, Маршалови острови, Мексико, Микронезия, Малки далечни острови на САЩ, Русия, САЩ, Южна Корея и Япония.